# Howard Wilkinson
Howard Wilkinson, angleški nogometaš in trener, * 13. november 1943, Sheffield, Anglija, Združeno Kraljestvo.
Kot igralec Wilkinson ni izstopal, kot menedžer pa ima za sabo uspešno kariero, v kateri je leta 1992 kot menedžer Leeds Uniteda osvojil naslov prvaka prve angleške nogometne lige, kar mu je uspelo zadnjo sezono pred ustanovitvijo Premier League. Kasneje je bil dvakrat začasni selektor angleške nogometne reprezentance.